# استاکس رکوردز
استاکس رکوردز یک شرکت ضبط آمریکایی است که در اصل در ممفیس، تنسی مستقر است. این مجموعه که در سال ۱۹۵۷ با نام Satellite Records تأسیس شد، نام خود را در سال ۱۹۶۱ به استاکس رکوردز تغییر داد.
پس از اینکه کنکورد رکوردز در سال ۲۰۰۴ فانتزی را تصاحب کرد، برچسب استاکس دوباره فعال شد و امروزه برای انتشار مواد کاتالوگ ۱۹۶۸–۱۹۷۵ و ضبط‌های جدید توسط اجراکنندگان فعلی آراندبی معاصر استفاده می‌شود. آتلانتیک رکوردز همچنان حقوق اکثریت قریب به اتفاق مواد استاکس در سال‌های ۱۹۵۹–۱۹۶۸ را در اختیار دارد.